# Сирбій-Мегура
Сирбій-Мегура (рум. Sârbii-Măgura) — комуна у повіті Олт в Румунії. До складу комуни входить єдине село Вітенешть.
Комуна розташована на відстані 111 км на захід від Бухареста, 28 км на північний схід від Слатіни, 73 км на схід від Крайови, 144 км на південний захід від Брашова.

## Населення
У 2009 року у комуні проживали 2190 осіб.

## Зовнішні посилання
- Дані про комуну Сирбій-Мегура на сайті Ghidul Primăriilor